# Alexandra Cadanțuová
Alexandra Cadanțuová (* 3. května 1990 Bukurešť) je rumunská profesionální tenistka. Ve své dosavadní kariéře na okruhu WTA Tour vyhrála jeden turnaj ve čtyřhře, když společně s krajankou Elenou Bogdanovou triumfovala v roce 2014 v rumunské metropoli Bukurešti. V rámci okruhu ITF získala k roku 2016 devět titulů ve dvouhře a stejný počet i ve čtyřhře.
Na žebříčku WTA byla ve dvouhře nejvýše klasifikována v lednu 2014 na 59. místě a ve čtyřhře pak v červnu 2012 na 101. místě. Trénuje ji Bogdan Popovici.

## Finálové účasti na turnajích WTA Tour
| Legenda                           |
| --------------------------------- |
| D – dvouhra; Č – čtyřhra          |
| Grand Slam (0)                    |
| WTA Tour Championships (0)        |
| Premier Mandatory & Premier 5 (0) |
| Premier (0)                       |
| International (0–1 D; 1–2 Č)      |

### Dvouhra: 1 (0–1)
| Stav       | Č. | Datum          | Turnaj            | Povrch | Finalistka     | Výsledek |
| ---------- | -- | -------------- | ----------------- | ------ | -------------- | -------- |
| Finalistka | 1. | 26. února 2012 | Monterrey, Mexiko | tvrdý  | Tímea Babosová | 4–6, 4–6 |

### Čtyřhra: 3 (1–2)
| Stav       | Č. | Datum             | Turnaj             | Povrch | Spoluhráčka           | Finalistky                               | Výsledek              |
| ---------- | -- | ----------------- | ------------------ | ------ | --------------------- | ---------------------------------------- | --------------------- |
| Finalistka | 1. | 28. dubna 2012    | Fás, Maroko        | antuka | Irina-Camelia Beguová | Petra Cetkovská Alexandra Panovová       | 6-3, 6–7(5–7), [9–11] |
| Vítězka    | 1. | 13. července 2014 | Bukurešť, Rumunsko | antuka | Elena Bogdanová       | Çağla Büyükakçay Karin Knappová          | 6–4, 3–6, [10–5]      |
| Finalistka | 2. | 17. července 2016 | Bukurešť, Rumunsko | antuka | Katarzyna Piterová    | Jessica Mooreová Varatchaya Wongteanchai | 3–6, 6–7(5–7)         |